# Stedten (Mansfelder Land)
Stedten (Mansfelder Land) este o comună din landul Saxonia-Anhalt, Germania.